# Алдаїр Адулаї Джало Валде
Алдаїр Адулаї Джало Валде (порт. Aldair Adulai Djaló Baldé, нар. 31 січня 1992, Амаранті) — футболіст Гвінеї-Бісау, нападник клубу «Ольяненсі».
Виступав, зокрема, за клуб «Пенафіел», а також національну збірну Гвінеї-Бісау.

## Клубна кар'єра
У дорослому футболі дебютував 2011 року виступами за команду клубу «Пенафіел», в якій провів п'ять сезонів, взявши участь у 141 матчі чемпіонату.  Більшість часу, проведеного у складі «Пенафіела», був основним гравцем атакувальної ланки команди.
До складу клубу «Ольяненсі» приєднався 2016 року. Відтоді встиг відіграти за клуб з Ольяу 17 матчів в національному чемпіонаті.

## Виступи за збірні
Протягом 2012–2014 років залучався до складу молодіжної збірної Португалії. На молодіжному рівні зіграв в 11 офіційних матчах, забив 2 голи.
2017 року дебютував в офіційних матчах у складі національної збірної Гвінеї-Бісау. Наразі провів у формі головної команди країни 1 матч.
У складі збірної був учасником Кубка африканських націй 2017 року у Габоні.